# Lei do resfriamento de Newton
A Lei do resfriamento de Newton (português brasileiro) ou Lei do arrefecimento de Newton (português europeu) expressa que a taxa de perda de calor de um corpo é proporcional à diferença de temperatura entre o corpo e a vizinhança enquanto estiver sob efeito de uma brisa. Com isso, é equivalente para a expressão que o coeficiente de transferência de calor, que intermedeia entre a perda de calor e as diferenças de temperatura, é uma constante. Geralmente essa condição é verdadeira para conduções térmicas (garantidas pela lei de Fourier), mas frequentemente ela é aproximadamente verdadeira em condições de transferência de calor por convecção, onde uma série de processos físicos tornam o coeficiente de transferência de calor eficaz quando for dependente das diferenças de temperatura. Por fim, para o caso de transferência de calor por radiação térmica, a Lei de resfriamento de Newton não é verdadeira.
Isaac Newton não declarou sua lei na forma acima em 1701, quando foi originalmente formulada. Preferencialmente, usando os termos atuais, Newton notou depois de algumas manipulações matemáticas que a taxa de mudança de temperatura de um corpo é proporcional à diferença de temperatura entre o corpo e sua vizinhança. Essa versão final simplificada da lei, dada pelo próprio Newton, em parte era devido à confusão no tempo de Newton entre os conceitos de calor e temperatura, o que não seria totalmente "desembaraçado" até muito tempo depois.[1]
Quando declarada em termos da diferença de temperatura, a Lei de Newton (com muitas premissas simplificadas posteriormente, como o número Biot e independência da capacidade calorífica e da temperatura) resulta em uma simples equação diferencial para diferença de temperatura como uma função do tempo. Essa equação tem uma solução que especifica uma simples taxa exponencial negativa para o decaimento da diferença de temperatura ao longo do tempo. Essa característica função do tempo para o comportamento da diferença de temperatura é associada também com a lei de resfriamento de Newton.

## Relação para o mecanismo do resfriamento
Resfriamento por convecção as vezes é chamado de "Lei de Resfriamento de Newton". Essa utilização é baseada em um trabalho de Isaac Newton publicado anonimamente como "Scala graduum Caloris. Calorum Descriptiones & signa" em Philosophical Transactions, 1701.[2]
Nos casos onde o coeficiente de transferência de calor é independente ou relativamente independente, da diferença de temperatura entre o objeto e a vizinhança, a lei de Newton é seguida. Essa independência nem sempre é garantida. O coeficiente de transferência de calor é frequentemente relativamente independente da temperatura em resfriamentos puramente por condução, mas se torna uma função da temperatura em transferências clássicas e naturais de calor por convecção. Nesse caso, a Lei de Newton apenas aproxima o resultado quando as mudanças de temperatura são relativamente pequenas. O próprio Newton realizou esta limitação. A correção da Lei de Newton incluindo diferenças de temperaturas maiores foi feita em 1817 por Dulong e Petit (Esses homens são mais conhecidos pela formulação da Lei Dulong–Petit incluindo a capacidade calorífica molar de um cristal).
Outra situação com coeficiente de transferência de calor dependente da temperatura é a transferência de calor por radiação. A lei de Newton também não é seguida neste caso.

## Versão da lei para transferência de calor
O coeficiente h que trata da taxa de transferência de calor será sempre diferente para cada situação experimental, dependendo sempre das propriedades do fluido e também das situações físicas envolvidas durante a perda de calor por convecção. Para que exista um coeficiente de transferência de calor que não varie dentro das faixas de temperatura trabalhadas, é preciso encontrá-lo experimentalmente para cada sistema único, presumindo que a lei de Newton continuará válida.
Para cada tipo de fluxo e configuração que o fluido esteja envolvido, sendo ele específico, existem fórmulas e correlações para o calculo de seus coeficientes de transferência de calor. Como exemplo, nos fluxos laminares há um coeficiente de transferência de calor muito baixo com relação aos fluxos turbulentos, pelo motivo de existir uma camada de filme fluido mais fina e estagnada nos fluxos de turbulência na superfície de transferência de calor. A lei de Newton é quebrada quando há transição de fluxo laminar ou turbulento, mudando seu coeficiente h que deveria ser considerada uma constante na resolução da equação.
Como já explicado acima, muitas vezes a taxa de transferência de calor em diversas configurações analisadas mudam de acordo com a temperatura, fazendo assim com que a lei de resfriamento de Newton deixe de ser válida em sua forma inicial. Isso acontece por haver um gradiente de temperatura no fluido, e não uma temperatura homogênea, fazendo assim com que as temperaturas presentes em várias partes do corpo estejam em constantes mudanças.
Pode-se supor que as temperaturas dessas determinadas partes do corpo estejam em uma taxa de transferência rápida por condução, podendo utilizar o modelo de capacitância aglomerada, onde o corpo tem sua energia térmica calculada como constante, sendo ela considerada uma função linear da temperatura do corpo.
Considerando um corpo dado como reservatório de energia térmica acumulada em um {\displaystyle Q} (capacidade térmica total) que é proporcional a {\displaystyle C} (capacidade calorífica) e {\displaystyle T} ( temperatura do corpo) então  {\displaystyle Q=C\times T} É esperado que o sistema tenha uma decaída exponencial no ambiente em relação ao tempo e na temperatura do corpo. Da definição da capacidade calorífica C vem da relação {\displaystyle C=\operatorname {d} \!Q/\operatorname {d} \!T} Diferenciando a equação com relação ao tempo nos dá a identidade ( válida para temperaturas uniformes do objeto a qualquer momento): {\displaystyle \operatorname {d} \!Q/\operatorname {d} \!T=C(dQ/dT)} . Esta expressão pode substituir {\displaystyle dQ/dT}  na primeira equação do início do parágrafo. Então se {\displaystyle T(t)} é a temperatura do corpo no tempo t, e {\displaystyle T(amb)} é a temperatura ambiente ao redor do corpo.
Onde {\displaystyle r=RA\div C} é uma característica constante positiva do sistema da qual deve ser em unidades de tempo-¹, dessa maneira por vezes é expressa em termos de uma constante de tempo caracterizadora dada por {\displaystyle r=1\div t_{0}=-(dT(t)\div dt)\div \Delta T} . Assim em sistemas térmicos, {\displaystyle t_{0}=C\div (hA)}
(a capacidade total térmica {\displaystyle C} de um sistema pode ser ainda representada pela sua capacidade calorífica específica de massa ({\displaystyle C_{p}}) multiplicado pela sua massa ({\displaystyle m}), de modo que a constante ({\displaystyle t_{0}}) de tempo também é dada por {\displaystyle mC_{p}\div hA} [4].
A solução desta equação diferencial, por padrão de métodos de integração e substituição de condições de contorno, é exposta por:
{\displaystyle T(t)=Tamb+(T(0)-Tamb)^{-rt}}
Se:
 {\displaystyle T(t)} é definida como: {\displaystyle T(t)-Tamb}, onde {\displaystyle T(0)} é a diferença de temperatura inicial no tempo 0, em seguida a solução Newtoniano é escrita como:
{\displaystyle T(t)=(T(0)\exp ^{-rt}=T(0)\exp ^{-r})\div t_{0}}
 A mesma solução é imediatamente aparente se a equação diferencial inicial é escrita em termos de {\displaystyle T(t)} como uma única função de tempo a ser encontrada:
{\displaystyle dT(t)\div dt=dT(t)\div dt=-1\div t_{0}\times T(t)}

## Número de Biot e número de Fourier
O número de Biot (Bi) é um valor adimensional que representa a razão em entre a resistência de condução de calor sobre a resistência de convecção. Matematicamente o número de Biot é:
{\displaystyle Bi={\frac {h\times L}{K}}}
Sendo que {\displaystyle h} é a o coeficiente médio de transferência de calor por convecção, {\displaystyle L} dimensão característica de comprimento e {\displaystyle K} a condutividade térmica[5].
O número de Fourier ({\displaystyle F_{0}}) é outro um parâmetro adimensional de temperatura para condução de calor em regime transiente.
{\displaystyle F_{0}=[{\bigl (}\alpha \times t{\bigr )}\div L^{2}]=[(\kappa \times L^{2}\times {\bigl (}1\div L{\bigr )})\div (\rho \times c\times (L^{3}\div t))]\times [\Delta \mathrm {T} \div \Delta \mathrm {T} _{i,}]}
No qual {\displaystyle \alpha } é a difusidade térmica, {\displaystyle t} tempo, {\displaystyle L} dimensão característica de comprimento, {\displaystyle c} calor específico, {\displaystyle \kappa } a condutividade térmica, {\displaystyle \rho } é a variação de temperatura [6].
O número de Biot e o número de Fourir são utilizados em aplicações de condução de calor e sua dedução matemática são premissas para lei de resfriamento de Newton.   

## Aplicação
Pode ser feita uma releitura da lei de resfriamento de Newton para se achar o valor k sendo o valor da constante de resfriamento de um material. Esse experimento pode ser realizado de forma para o aprendizado do tema simplificando as equações, minimizando alguns aspectos e com corpos e temperaturas de valores menos expressivos.  
Um exemplo é escolhendo um material para fazer o aquecimento e após seu resfriamento tendo por base o valor da temperatura ambiente (Tamb), sendo essa menor do que a temperatura máxima de aquecimento (T0) do material utilizado e também menor que a temperatura mínima de resfriamento. Verificando após o aquecimento de um corpo o resfriamento de sua temperatura por iguais intervalos de tempo. Pode-se utilizar a equação abaixo reajustada:
{\displaystyle \ln(T-Tamb)=\ln(T_{0}-Tamb)-(k\times t)}
A equação acima é uma equação da reta {\displaystyle y=ax+b}, no qual {\displaystyle b=ln(T_{0}=Tamb)} e {\displaystyle ax=-kt}, assim pode-se aplicar o método conhecido como o dos mínimos quadrados para se encontrar valores de a e b e suas incertezas, como no final encontrar o valor de {\displaystyle k} para o resfriamento do material.
Há um fluxo de calor do mais quente para o mais frio. Observações experimentais indicam que a corrente térmica estabelecida, isto é, a quantidade de calor transferida do mais quente para o mais frio por unidade de tempo.

## Transferência de calor de Newton
A versão de transferência de calor da lei de Newton, indica que a taxa de perda de calor de um corpo é proporcional à diferença de temperaturas entre o corpo e o meio onde se encontra.
A taxa de transferência de calor em tais circunstâncias é expressa pela derivada abaixo.
Lei de resfriamento de Newton na condução é uma reafirmação da equação diferencial dada pela lei de Fourier:
{\displaystyle {{\frac {dQ}{dt}}=h\cdot A\cdot (T(t)-T_{\text{env}})=h\cdot A\cdot \Delta T(t)\quad }}
onde
{\displaystyle Q} é a energia térmica em joules
{\displaystyle t} é o tempo
{\displaystyle h} é o coeficiente de transferência de calor, a força motriz para este processo vem da diferença de densidade do fluído, que quando em contato com uma superfície de diferente temperatura resulta em um aumento na força de flutuação. Um exemplo em nosso dia-a-dia pode ser a transferência de calor entre a parede e o telhado de uma casa em um dia calmo ou até mesmo na superfície de um painel solar quando não há vento (assumindo ser independente de T)(W/m2 K)
{\displaystyle A} é a área de transferência de calor (m2)
{\displaystyle T} é a temperatura da superfície do objecto e interior (uma vez que estes são os mesmos nesta aproximação)
{\displaystyle T_{\text{env}}} é a temperatura do meio ambiente; ou seja, a temperatura adequadamente longe da superfície
{\displaystyle \Delta T(t)=T(t)-T_{\text{env}}} o gradiente térmico entre  o ambiente e o objeto, é dependente do tempo.